# Oxycheilinus rhodochrous
Oxycheilinus rhodochrous es una especie de peces de la familia Labridae en el orden de los Perciformes.

## Morfología
Los machos pueden llegar alcanzar los 20 cm de longitud total.

## Distribución geográfica
Se encuentra en Zanzíbar (Tanzania) y Guam.